# Numerus Exploratorum Habitancensium
Der Numerus Exploratorum Habitancensium (deutsch Numerus der Kundschafter in Habitancum) war eine römische Auxiliareinheit. Sie ist durch Inschriften belegt. In der Literatur kommt für die Einheit auch die Bezeichnung Exploratores Habitancenses vor.

## Namensbestandteile
- Exploratorum: der Kundschafter oder Späher.[A 2]

- Habitancensium: in Habitancum. Der Zusatz bezieht sich auf das römische Hilfstruppenkastell Habitancum.[A 1]

## Geschichte
Der Numerus war im 3. Jhd. n. Chr. in der Provinz Britannia inferior stationiert. Er ist erstmals durch die Inschrift (RIB 1235) belegt, die im Kastell Habitancum gefunden wurde und die auf 213 n. Chr. datiert ist.

## Standorte
Standorte des Numerus in Britannia inferior waren:
- Habitancum (Risingham): Die Inschriften (RIB 1235, 1243, 1244) wurden hier gefunden.

## Angehörige des Numerus
Angehörige des Numerus sind nicht bekannt.